# Jette Torp
Jette Torp, nata Andersen (Frederiksberg, 16 dicembre 1964), è una cantante danese.

## Biografia
Jette Torp ha avviato la sua carriera musicale nel trio al femminile Dirty Dolls. È salita alla ribalta al grande pubblico nel 1994 grazie al suo show musicale Musik & fis, realizzato insieme a Finn Nørbygaard.
Nel 1997 ha avviato la sua carriera musicale come solista con la sua partecipazione al Dansk Melodi Grand Prix, il programma di selezione del rappresentante danese per l'Eurovision Song Contest, dove ha presentato il brano Utopia, piazzandosi al 2º posto con uno scarto di poche centinaia di televoti rispetto al vincitore. Tornerà al Dansk Melodi Grand Prix nel 2015, questa volta in qualità di giurata.
L'anno successivo è uscito l'album di debutto Here I Am, che ha venduto più di 80 000 copie in Danimarca, ricevendo un disco di platino. Il secondo album del 1999, What If I Do, è disco d'oro con più di 35.000 vendite a livello nazionale.
Dall'introduzione delle classifiche ufficiali danesi nel 2001, ha piazzato sei album in top 40, di cui quattro in top 10. Il risultato migliore è arrivato con New Tracks, che raggiunto la 2ª posizione nell'ottobre del 2001, vendendo oltre 35 000 copie.

## Discografia

### Album in studio
- 1998 – Here I Am
- 1999 – What If I Do
- 2001 – New Tracks
- 2002 – Snowflakes in Fire
- 2003 – Past the Point of Rescue
- 2006 – Close to You - 14 enestående Carpenters klassikere
- 2007 – MikrofonSangerinde
- 2009 – Der er ingenting i verden så stille som sne
- 2018 – Jul

### Album live
- 2016 – Live (con Jan Kaspersen)

### Singoli
- 1997 – Utopia
- 1998 – Endnu en dag
- 1998 – Makin' Whoopee
- 1998 – Every Time You Cry (con Andrew Strong)
- 1999 – Beautiful Day
- 2001 – Under the Moon
- 2002 – Vi er på vej
- 2002 – Little Did I Know
- 2011 – Those Good Old Dreams